# Mod (Subkultur)

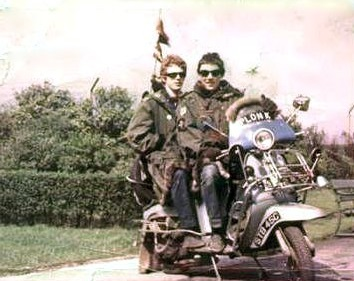
Mods auf einer Lambretta von 1962

Mods [mɒdz] (aus dem Englischen von Modernist abgeleitet) sind Anhänger einer Subkultur, die hauptsächlich im Vereinigten Königreich der frühen und mittleren 1960er Jahre, aber auch in anderen europäischen Ländern vorhanden war und dann erneut Ende der 1970er bis Anfang der 1980er Jahre gleichzeitig mit der New Wave wieder in Mode kam. Vereinzelt findet man Mods auch heute noch in Großstädten, es bestehen durch die Mod-Lebensweise angeregte Läden, Kneipen und Bands.

## Geschichte

Die ursprünglich ausschließlich als Hoheitszeichen von der Royal Air Force verwendete Kokarde wurde durch die Verwendung auf T-Shirts und Postern (insbesondere durch The Who) sowie Kleidung zu einem Logo der Mods, dem Mod Target.

Die Bewegung hatte Ende der 1950er Jahre ihren Ursprung unter britischen Jugendlichen der Arbeiterklasse (working class) und der unteren Mittelschicht (lower middle class). Man versuchte, die eigene Herkunft unwichtig werden zu lassen und durch Auftreten und Kleidung Jugend, Erfolg (und sozialen Aufstieg) und anspruchsvollen Stil miteinander verbindend darzustellen. Das äußerte sich im Tragen von maßgeschneiderten Anzügen und teurer Markenkleidung, woraus sich mit der Zeit ein eigener Kleidungsstil entwickelte. Einflüsse kamen zudem in stilistischer Hinsicht aus Italien und der dort bevorzugten Mode. Ebenso war ein italienischer Motorroller mit speziellen Umbauten für viele Mods ein essentieller Bestandteil der Identifikation und der Abgrenzung zu anderen Jugendbewegungen. Trinken, exzessives Tanzen, häufig in Verbindung mit Medikamentenmissbrauch und Drogenkonsum, Randale und groß angelegte Prügeleien vor allem mit den sogenannten Rockern waren die Freizeitbeschäftigungen der Jugendlichen, die tagsüber ihrer normalen Arbeit in der konservativen englischen Gesellschaft nachgingen.
Ein weiteres wichtiges Erkennungsmerkmal der Mods ist der Parka. Dieser wurde zuerst von den Motorroller fahrenden Mods benutzt, um deren teure Kleidung zu schützen. Später trugen auch Mods ohne Motorroller teilweise Parkas. In den 1960er Jahren noch eher schlicht, wurde der Parka bei der zweiten Mod-Welle Ende der 1970er Jahre gerne mit Aufnähern von Bands oder Veranstaltungen geschmückt.

## Musik
Als Wiege der Mod-Bewegung gilt das damalige gemeinsame Interesse an „schwarzen“ Musikstilen wie Soul, R&B, Ska, Jazz und britischer Beatmusik. Vom ebenfalls afroamerikanisch verwurzelten Rock ’n’ Roll und dessen Fans, den Rockern, distanzierten sich die Mods ausdrücklich. Beliebt waren seltene Soul-Singles, die von amerikanischen GIs in die Szene gebracht wurden. Diese Faszination des Souls, der in den 1960er und 1970er Jahren von teils obskuren US-amerikanischen Labels verlegt wurde, brach in England nie ganz ab. Aus der Modkultur etablierten sich die frühen Skinheads und die Northern-Soul-Szene.
Jedoch hatten die Mods auch Bands aus ihren eigenen Reihen. Vor allem The Who, The Kinks, Small Faces, The Yardbirds, The Action, The Creation und auch Marc Bolan entstammen der britischen Mod-Szene. The Who bezeichneten ihren eigenen Musikstil als Maximum R&B.
Prinzipiell lässt sich feststellen, dass die Unterscheidung der Musikstile und die Zuordnung „Mod“ oder „anderer Musikstil“ in vielen Fällen an nichtmusikalischen Merkmalen wie Bezeichnung des Musikgenres, Auftreten und Kleidung der Musiker oder Szene-Zugehörigkeit festgemacht wurde.
Bei der zweiten Mod-Welle erlangten auch einige Bands Berühmtheit wie zum Beispiel The Jam, in der Paul Weller mitwirkte, und The Chords. Spätestens mit dieser zweiten Welle in den späten 1970er Jahren griff die Subkultur auch auf den Kontinent über und eroberte im Fahrwasser des Punk auch Deutschland. Hier gründeten sich dann ebenso eigene Mod-Bands, die den englischen Vorbildern nacheiferten; es gab auch Bands, die auf Deutsch sangen. Wichtige deutsche Mod-Bands sind unter anderem The Apemen, die mit dem englischen Modlabel Detour Records einen Plattenvertrag unterzeichneten, Stunde X, die auf Deutsch sangen, Chocolate Factory aus Hamburg, die Heartbeats aus München sowie die Subtones aus Berlin. Seit den 1990er Jahren bis heute existieren mehrere Bands, die sich verstärkt wieder der Musik der sechziger Jahre widmeten. Aus Deutschland sind hier Montesas, Trashmonkeys, Superpunk, Les Garçons (mit Ben Schadow), The Satelliters, Beat By Five, BeatRevolver und die Cool Jerks zu nennen, aus Österreich The Staggers und The Jaybirds. Auch bei der englischen Sängerin Amy Winehouse waren Anklänge an die Mod-Kultur der 60er zu erkennen.

## Roller

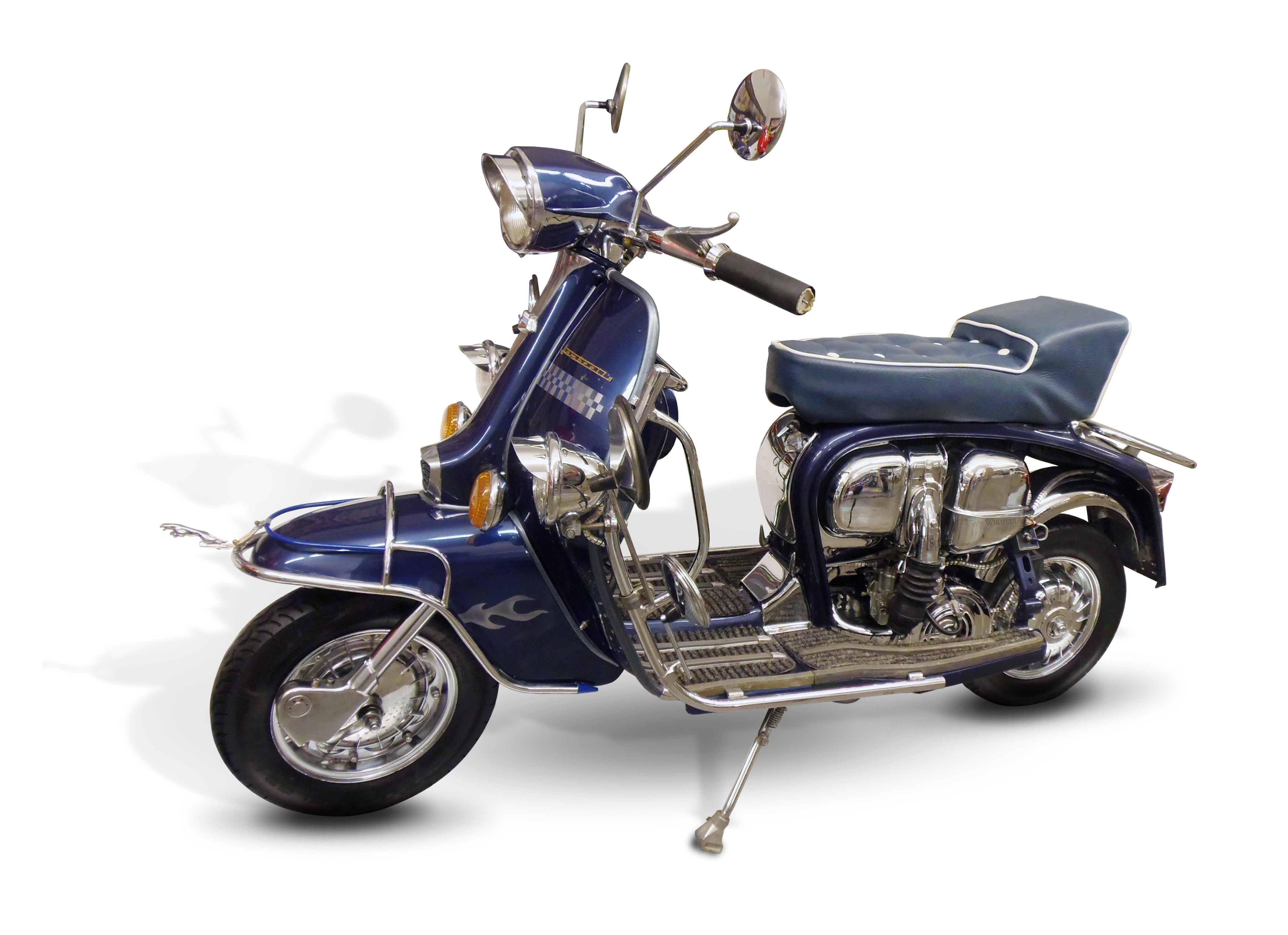
Ein Lambretta-Motorroller im Cutdown-Style

Besondere Vorliebe vieler Mods galt dem Fahren von Motorrollern. Die Scooter wurden gehütet, instand gehalten und um Teile erweitert oder durch customizing aufwendig umgebaut. Sehr beliebt war das sogenannte Cutdown, bei dem Teile der Karosserie entfernt oder weggeschnitten wurden. An jedem Wochenende gab es große Ausfahrten mit der ganzen Clique, die aus bis zu 200 Personen bestand. Bevorzugtes Ziel war das Seebad Brighton mit dem Electric Ballroom, einem zentralen Treffpunkt. Oftmals trafen in Brighton an Wochenenden die Mods auf ihre Erzfeinde, die Rockers. Sie lieferten sich Straßenschlachten, bei denen die Innenstadt teilweise verwüstet wurde. Ziel der stilvoll gekleideten Randalierer war es, am Montag wieder gepflegt am Arbeitsplatz zu erscheinen, was jedoch durch Festnahmen oftmals verhindert wurde.

## Drogenkonsum
Symptomatisch für diese Subkultur war ein exzessiver Drogenkonsum, insbesondere Amphetamine, die als Tabletten und Pillen eingenommen wurden. In der Clubszene der Mods waren diese Amphetamine u. a. als Purple Hearts, Dexys oder Bomber bekannt, deren Namen zum Beispiel von der Tablettenform, dem Wirkstoff oder der Farbe herrührten. Beliebt waren aufputschende Mittel, um nächtelang oder das ganze Wochenende durchtanzen zu können und trotzdem „frisch“ zu wirken. Später war auch der Gebrauch von Haschisch in der Szene weit verbreitet.

## Zweite Welle
1979 entstand der Film Quadrophenia (u. a. mit Sting), basierend auf dem gleichnamigen Konzeptalbum der Rockgruppe The Who, der eindrucksvoll die Mod-Szene der 1960er Jahre schildert. Dieser Film unterstützte die in England gerade durch Bands wie The Jam oder The Merton Parkas wieder aufkommende Modwelle.  Abgeschreckt vom monotonen und harten Punk sowie dem Schmuddellook der Punks legten einige Jugendliche wieder mehr Wert auf Kleidung und „schwarze“ Musik, wobei andererseits (vgl. The Jam) die Grenzen zum Punkrock mehr oder weniger fließend waren. Lambrettas und Vespas kamen wieder in Mode. Auch in Deutschland und Frankreich florierte die Mod-Szene bis zirka Mitte der 1980er Jahre mit ihren Scooterruns und den dazugehörigen Allnightern.
Die zweite Welle der Mod-Bewegung ging später in der Northern-Soul- sowie Scooterboy-Szene auf.
Anfang der 1980er fanden in Deutschland insbesondere in Düsseldorf und Hamburg zahlreiche Allnighter statt. In dieser Zeit wurden auch zahlreiche Fanzines veröffentlicht. Typische Kneipen entstanden, in denen sich nicht nur Mods, sondern auch Rude Boys und Punks trafen. Vollkommen ausgestorben ist diese Subkultur in Deutschland nie, und an den Wochenenden finden noch regelmäßig Scooterruns und Allnighter statt.

## Einfluss
Vom Acid Jazz und Britpop, wie Musik von Oasis oder Blur, der frühen 1990er bis zu heutigen englischen Gitarrenbands, hat die Subkultur der Mods noch besonders auf die britische Popkultur nachhaltigen Einfluss. In der deutschen Elektronik-Szene tritt dieser Einfluss zurzeit verstärkt in Erscheinung: International-Pony-Mitglied Erobique ist ebenso ein ehemaliger Mod wie auch etwa Frank Popp oder Lotte Ohm.
Erforscht wurde das jugendkulturelle Phänomen unter anderen von Stanley Cohen. Cohen prägte den Begriff Moral Panic 1972 anhand einer
Studie (Folk Devils and Moral Panics) zur öffentlichen Reaktion auf das jugendkulturelle Phänomen der Mods wie der Rocker. Cohen zufolge berichteten die Medien in übersteigerter Form von abweichendem Verhalten, welches als Herausforderung der gesellschaftlichen Normen gilt. Die Resonanz in den Medien trägt Cohen zufolge dazu bei, das Phänomen zu definieren, zu kommunizieren und damit auch zunehmend zur Nachahmung zu empfehlen.